# Louis Blanche
Louis Blanche (24 de septiembre de 1882 - 10 de abril de 1960) fue un actor teatral y cinematográfico de nacionalidad francesa.

## Biografía
Nacido en París, Francia, su nombre completo era Louis Jean Blanche, siendo sus padres François Jean Baptiste Blanche, artista dramático, y Mathilde Louise Marie de Biarrote, pintora de porcelana y hermana del pintor Emmanuel Blanche. 
Blanche participó en folletines radiofónicos emitidos por Pierre Arnaud de Chassy-Poulay, actuando junto a su hijo, Francis Blanche, y acompañados ambos por Pierre Dac. Entre los mismos figuraban Malheur aux barbus !, con el papel del profesor Merry Christmas, y Signé Furax, encarnando al profesor Hardy Petit.
Blanche destacó también por su trabajo junto a Yves Deniaud en el film Leguignon guérisseur.
Louis Blanche falleció en París, Francia, en 1960. Se había casado en París el 22 de abril de 1919 con Germaine Anne Françoise Petit, con la que tuvo a Francis Blanche.

## Filmografía
- 1909 : J'épouserai ma cousine, de Léon Numès y Maurice de Marsan
- 1909 : Aloyse et le ménestrel
- 1909 : La Course au mouchoir
- 1910 : La Fête de Marguerite
- 1910 : Le Messager de Notre-Dame
- 1910 : Un homme habile
- 1912 : L'Auberge du tohu-bohu : Saturnin
- 1913 : Joséphine vendue par ses sœurs
- 1913 : Les Exploits de Rocambole
- 1913 : Rocambole
- 1914 : La Ruse de Gribouillette
- 1914 : Rocambole et l'héritage du Marquis de Morfontaine
- 1924 : L'Enfant des halles
- 1925 : Mylord l'Arsouille
- 1932 : Avec l'assurance
- 1933 : La Pouponnière
- 1933 : Les Surprises du divorce
- 1934 : Trois cents à l'heure
- 1934 : Une femme chipée
- 1935 : J'aime toutes les femmes, de Carl Lamac y Henri Decoin
- 1935 : Coup de vent
- 1935 : Sacré Léonce
- 1936 : Jenny, de Marcel Carné
- 1936 : Une femme qui se partage
- 1937 : Le Réserviste improvisé, de André Hugon
- 1942 : Pontcarral, colonel d'empire, de Jean Delannoy
- 1942 : La Loi du printemps, de Jacques Daniel-Norman
- 1942 : Dernière aventure
- 1942 : L'Âge d'or, de Jean de Limur
- 1943 : Fou d'amour
- 1948 : L'assassin est à l'écoute
- 1951 : Une fille à croquer
- 1951 : L'Étrange Madame X, de Jean Grémillon
- 1952 : Brelan d'as, de Henri Verneuil
- 1952 : Monsieur Taxi, de André Hunebelle
- 1954 : Leguignon guérisseur, de Maurice Labro
- 1954 : Faites-moi confiance, de Gilles Grangier
- 1955 : Marguerite de la nuit, de Claude Autant-Lara

## Teatro
- 1924 : Gosse de riche, de Jacques Bousquet y Henri Falk, Teatro Daunou
- 1925 : J'adore ça, de Albert Willemetz y Saint-Granier, Teatro Daunou
- 1930 : Arsène Lupin banquier, de Yves Mirande y Marcel Lattes, Théâtre des Bouffes-Parisiens
- 1949 : Le Sourire de la Joconde, de Aldous Huxley, escenografía de Raymond Rouleau, Teatro de l'Œuvre
- 1956 : Una cigüeña bromista, de André Roussin, escenografía de Louis Ducreux,  Teatro des Célestins